# 涉他契約
涉他契約是債權相對性的例外，意指效力及於第三人之契約，主要可以區分為第三人利益契約以及第三人負擔契約二者。

## 第三人利益契約
民法第二百六十九條規定：「以契約訂定向第三人為給付者，要約人得請求債務人向第三人為給付，其第三人對於債務人亦有直接請求給付之權。第三人對於前項契約，未表示享受利益之意思前，當事人得變更其契約或撤銷之。第三人對於當事人之一方表示不欲享受其契約之利益者，視為自始未取得其權利。」

## 第三人負擔契約
民法第二百六十八條規定：「契約當事人之一方，約定由第三人對於他方為給付者，於第三人不為給付時，應負擔損害賠償責任。」